# Никулино (Гусь-Хрустальный район)
Никулино — деревня в Гусь-Хрустальном районе Владимирской области России, входит в состав сельского поселения «Посёлок Анопино».

## География
Деревня расположена в 15 км на юго-восток от центра поселения посёлка Анопино и в 9 км на восток от города Гусь-Хрустальный близ автодороги 17Н-27 Гусь-Хрустальный - Лесниково - Купреево.

## История
В писцовых книгах Владимирского уезда 1637-43 годов в Колпском стану за братьями Шестаковыми значилось сельцо Никольское. В нем имелась деревянная церковь Николая Чудотворца и 1 двор помещиков. С 1687 года церковь опустела и церковная земля стала отдаваться на оброк разным людям.
В конце XIX — начале XX века деревня входила в состав Заколпской волости Меленковского уезда. В 1859 году в деревне числилось 18 дворов, в 1905 году — 56 дворов.
С 1929 года деревня входила в состав Вешкинского сельсовета Гусь-Хрустального района, с 2005 года — в составе сельского поселения «Посёлок Анопино». 

## Население
| 1859 | 1905 |
| ---- | ---- |
| 187  | 332  |

| 1859 | 1905 | 1926 | 2002 | 2010 | 2021 |
| ---- | ---- | ---- | ---- | ---- | ---- |
| 187  | ↗332 | ↗504 | ↘370 | ↘328 | ↘316 |

## Инфраструктура
В деревне находятся Никулинская начальная общеобразовательная школа (основана в 1950 году), детский сад №27, фельдшерско-акушерский пункт, отделение федеральной почтовой связи, убойный цех по забою скота.